# Jayne Mansfield’s Car
Jayne Mansfield’s Car ist ein Spielfilm des US-amerikanischen Regisseurs und Schauspielers Billy Bob Thornton aus dem Jahr 2012. Die Tragikomödie, für die Thornton gemeinsam mit Tom Epperson das Drehbuch verfasste und auch eine der Hauptrollen bekleidet, wurde von dem Ukrainer Oleksandr Rodnjanskyj und dem US-Amerikaner Geyer Kosinski produziert. Der Film spielt gegen Ende der 1960er Jahre und handelt von zwei Familien aus den USA und Großbritannien, die durch den Tod der gemeinsamen Mutter aufeinandertreffen.
Der Film wurde am 13. Februar 2012 im Wettbewerb der 62. Berlinale uraufgeführt.

## Handlung
Morrison, Alabama, im Jahr 1969: Der begüterte Südstaaten-Patriarch Jim Caldwell erfährt telefonisch vom Tod seiner Ex-Ehefrau Naomi und deren gewünschter Bestattung in der Heimat. Naomi hatte ihren gefühlskalten Gatten und die gemeinsamen Kinder Jim jr. („Jimbo“), Skip, Carroll und Donna vor vielen Jahren wegen des Engländers Kingsley Bedford verlassen, den sie auf einer Europa-Reise kennengelernt hatte. Jimbo und Donna sind mittlerweile verheiratet und haben Kinder bekommen. Skip und Carroll nahmen – wie einst ihr Vater – aktiv als Pilot bzw. Sanitäter an Kriegshandlungen teil und kamen traumatisiert zurück. Der Körper des kindlich gebliebenen Skip, der für Autos und Flugzeuge schwärmt, ist von Brandwunden entstellt, während Carroll sich als überalterter Hippie Drogen und Protesten gegen den Vietnamkrieg hingibt. Nach einer von ihm initiierten Demonstration in der Kleinstadt wird Carroll verhaftet und vom Vater als „Landesverräter“ beschimpft.
Zur Beerdigung der Mutter treffen die Caldwells auf ihrem Landsitz auf Naomis zweiten Ehemann Kingsley Bedford, der von seinen Kindern Phillip und Camilla begleitet wird. Während Donna mit dem geschiedenen Phillip anbändelt, versucht Skip unbeholfen auf seine direkte Art die attraktive Camilla für sich zu gewinnen, was ihm auch gelingt. Als Bedford bei der Beerdigung Naomis einen Schwächeanfall erleidet, verlängert sich der Aufenthalt der britischen Familie unfreiwillig. Caldwell und Bedford, die beide ihre Zeit im Ersten Weltkrieg romantisch verklären, freunden sich an. Caldwell macht ihn mit seinem Interesse für Verkehrsunfälle vertraut und sie besichtigen beide das in der Stadt ausgestellte Unglücksfahrzeug der Schauspielerin Jayne Mansfield. Donna, die in ihrer Ehe unglücklich ist, schläft mit Phillip, der zur Enttäuschung seines Vaters den Zweiten Weltkrieg als Kriegsgefangener bei den Japanern zubrachte. Ein Versuch Skips, sich seinen Vater anzunähern schlägt fehl, als er mit seinen an die nackte Brust gehefteten Kriegsmedaillen bei ihm erscheint.
Ein gemeinsamer Jagdausflug von Caldwell und Bedford gerät außer Kontrolle, nachdem Caldwell eine von seinem Enkel heimlich im Eistee platzierte LSD-Tablette zu sich nimmt. Im Rausch meint er in Bedford den deutschen Gegner aus dem Krieg zu erkennen und springt später halbnackt in einen Fluss. Der Vorfall geht jedoch glimpflich aus. Später findet Carroll in der nassen Brieftasche des Vaters seinen alten Brief aus Kriegszeiten wieder, in dem er sich ihm einst anvertraute. Der alte Bedford und Philipp versöhnen sich, bevor sie nach England zurückreisen. Auch Jimbo, Skip und Carroll kommen sich näher, während sich Carrolls 18-jähriger Sohn Mickey freiwillig zum Vietnamkrieg meldet, um den Enkel der schwarzen Haushälterin zu begleiten.

## Entstehungsgeschichte
Jayne Mansfield’s Car ist der vierte Spielfilm von Billy Bob Thornton. Das Drehbuch, das der US-Amerikaner gemeinsam mit Tom Epperson verfasste, ist autobiografischen Ursprungs. Thorntons irischstämmiger Vater hatte selbst im Koreakrieg gedient und seine Kinder zu Schauplätzen von Verkehrsunfällen mitgenommen. Thornton hat eigenen Angaben zufolge nie eine wirkliche Unterhaltung mit seinem Vater geführt, weshalb er noch heute um die Akzeptanz und Billigung älterer Männer buhle. Thornton nannte die „romantische Seite der [Kriegs-]Tragödie“ und den „Mangel an Kommunikation“ als Hauptthemen des Films. Der russische Filmproduzent Alexander Rodnjanski, der das Drehbuch durch einen US-amerikanischen Journalisten erhalten hatte, ließ Thornton bei dem Projekt freie Hand, u. a. bei der Darstellerauswahl. So besetzte er Robert Duvall in der Rolle des Südstaaten-Patriarchen, der bis in die 1980er Jahre Mentor und Vaterfigur für Thornton gewesen sei.
Die Dreharbeiten fanden im Sommer 2011 u. a. in Cedartown und Covington (Georgia) statt.

## Kritiken
Verena Lueken (Frankfurter Allgemeine Zeitung) lobte die Darstellung von Robert Duvall. Er spiele „mit einer Bravour, einer Chuzpe, einem Witz und einer körperlichen Bärbeißigkeit, als wäre jede Szene ein Boxkampf, den er für sich entscheiden will, bevor er hinterher dem Gegenüber lachend auf die Schultern schlägt“, so Lueken, die „etwas zu viel Design“ im 1960er-Jahre-Film ausmachte. Daniel Kothenschulte (Frankfurter Rundschau) lobte das Drehbuch Thorntons, das „eine Lanze für die Generation der Väter der Hippies“ breche und „das unartikulierte Leid der traumatisierten Kriegsveteranen“ zeige. Er zog Vergleiche zu Vincente Minnellis Melodram Verdammt sind sie alle und verwies auf die „hinreißend komische(n) Wendungen“ des Films. Laut Barbara Schweizerhof (die tageszeitung) fühle sich der Film aufgrund seiner Unebenheit, Ungeschliffensein und Unausgeglichenheit „wie neu“ an und lande „mit traumwandlerisch anmutender Sicherheit genau zwischen Sentimentalität und Feel-Good-Movie“. Die Darstellung Robert Duvalls räumte sie Preischancen ein.
Justin Chang von US-amerikanischen Branchenblatt Daily Variety bemerkte, dass das Drehbuch sich anfühle, als sei es von einem früher veröffentlichten Roman oder einem „Neben-Theaterstück“ von Tennessee Williams adaptiert worden. Das Schauspielensemble sei „ausgezeichnet“, der Film müsse sich aber bemühen, ein Publikum zu erreichen. Die erwartete Fehde zwischen den beiden Familien käme niemals zustande, während die Szene, in der Skip Camilla von der Herkunft seiner Brandwunden berichtet, zu den stärksten von Jane Mansfield’s Car gehöre. Vor allem Duvall gefalle in seiner Rolle, während die exzellenten Katherine LaNasa und Frances O’Connor in der Männer-dominierenden Geschichte zu kurz kämen. Die Kameraarbeit erinnere an die Werke von Gordon Willis Mitte der 1970er Jahre. Ähnlich rezensierte Mark Adams vom britischen Filmmagazin Screen International Jayne Mansfield’s Car, der ebenfalls anzweifelte, ob der Film ein großes Kinopublikum erreichen könnte. Der Film „eile“ mit seiner Geschichte und hätte sich aufgrund seiner vielen Figuren besser als Fernsehserie entfalten können. Ebenfalls wurde der wenige zugestandene Raum für die Frauenfiguren angesprochen. Robert Duvall and John Hurt würden in den Rollen als Familienoberhäupter beeindrucken.